# Krzysztof Maksel
Krzysztof Maksel (Paczków, 4 de julio de 1991) es un deportista polaco que compite en ciclismo en la modalidad de pista, especialista en la prueba de velocidad por equipos.
Ganó dos medallas de plata en el Campeonato Europeo de Ciclismo en Pista, en los años 2012 y 2015. En los Juegos Europeos de Minsk 2019 obtuvo una medalla de bronce en la prueba de 1 km contrarreloj.
Participó en los Juegos Olímpicos de Río de Janeiro 2016, ocupando el séptimo lugar en la prueba de velocidad por equipos.

## Medallero internacional
| Juegos Europeos    | Juegos Europeos       | Juegos Europeos   | Juegos Europeos       |
| Año                | Lugar                 | Medalla           | Competición           |
| ------------------ | --------------------- | ----------------- | --------------------- |
| 2019               | Minsk ( Bielorrusia)  | Medalla de bronce | 1 km contrarreloj     |
| Campeonato Europeo |                       |                   |                       |
| Año                | Lugar                 | Medalla           | Competición           |
| 2012               | Panevėžys ( Lituania) | Medalla de plata  | Velocidad por equipos |
| 2015               | Grenchen ( Suiza)     | Medalla de plata  | Velocidad por equipos |

1. ↑  Compitió en la ronda de clasificación.